# 埼玉県立小児医療センター
埼玉県立小児医療センター（さいたまけんりつしょうにいりょうせんたー）は、埼玉県さいたま市中央区新都心にある小児専門病院である。かつては同市岩槻区大字馬込に所在していた。

## 概要
埼玉県内に4カ所ある県立の疾患別医療センターのひとつで、2021年4月に「地方独立行政法人埼玉県立病院機構」による運営に移行した。地域医療支援病院の承認を受ける。新生児集中治療室（NICU）を30床設置する。また、埼玉県立けやき特別支援学校が併設されている。

## 移転

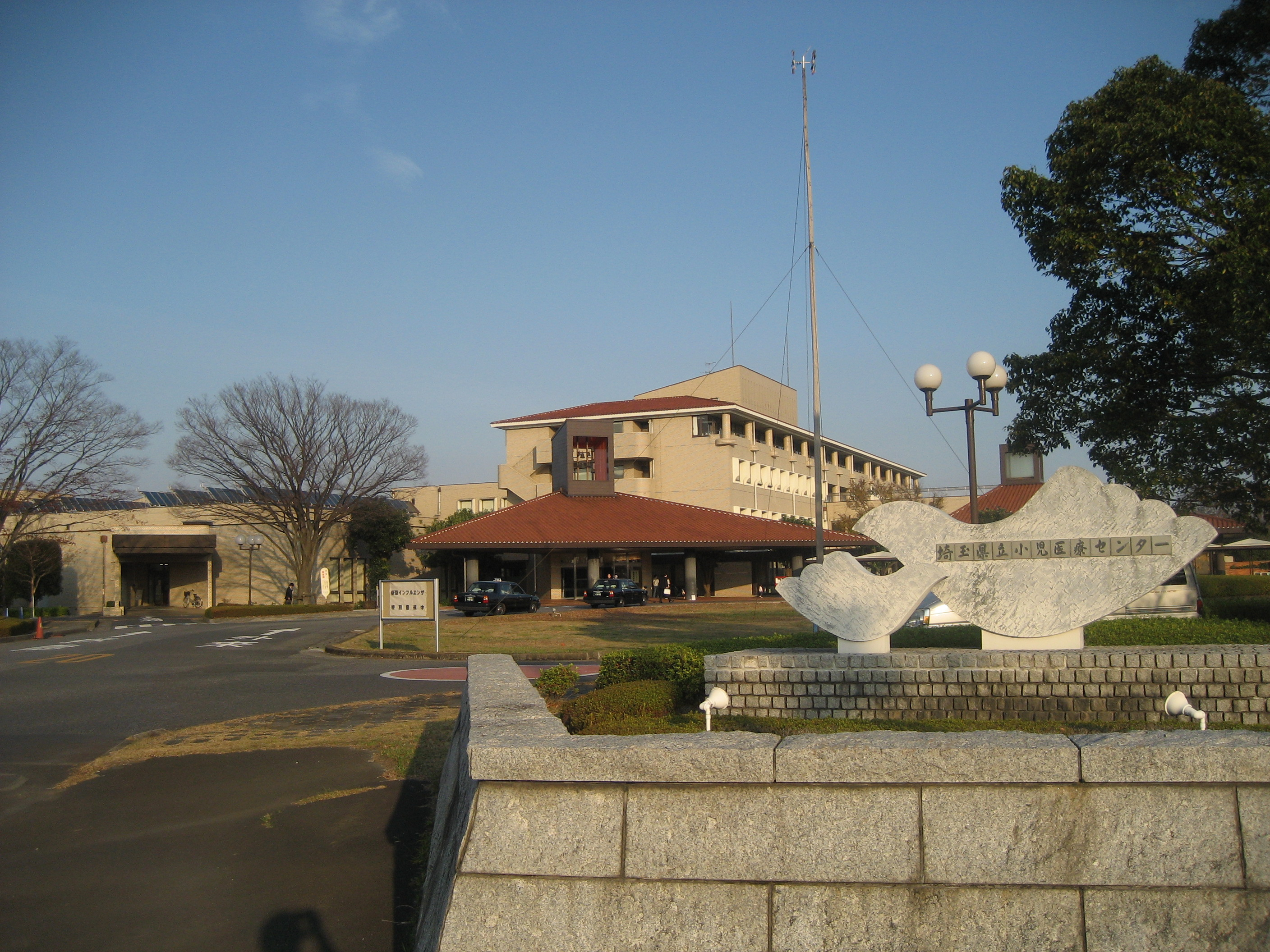
埼玉県立小児医療センター（旧センター）

2011年6月2日、建物の老朽化と耐震の観点から、中央区新都心へ移転新築することが決定し、2013年に着工した。2016年12月27日に移転開院（外来診察は2017年1月5日開始）し、さいたま新都心第8-1A街区医療拠点整備事業としてさいたま赤十字病院と併設新築された。2つの病院は連結しており、さいたま赤十字病院に併設することにより、連携して総合周産期母子医療センター機能を整備した。また、災害時に防災基地・大規模避難施設となるさいたまスーパーアリーナや国の官公庁が入る合同庁舎が集まる地区に移転することで、緊急時の医療拠点となることが期待されている。
移転に際して、新生児集中治療室（NICU）が15床から30床に、新生児治療回復室（GCU）が27床から48床に増床された。また、小児集中治療室（PICU）も14床新設された。
また、家族宿泊施設として「ドナルド・マクドナルド・ハウス さいたま」が開設された。病院内に「ドナルド・マクドナルド・ハウス」が設置されるのは国内初である。
センター内には埼玉県施設として、移転前のセンターに併設されていた埼玉県立岩槻特別支援学校の機能移転（「埼玉県立けやき特別支援学校」に校名変更）、発達障害児支援施設・埼玉県発達障害総合支援センター、埼玉県総合医局機構地域医療教育センター、 埼玉県立大学大学院サテライトキャンパス、救急救命士養成所・埼玉県消防学校救急救命士養成課程、災害時の被災者支援機能（被災者救済のための情報収集・関係各署との事務調整）が設置された。
新都心への移転には、入院患者の家族による反対の声も根強かったため、県は一部機能を旧センター跡に残す方針を決め、建物の一部を転用する形で「埼玉県立小児医療センター附属岩槻診療所」として2017年1月10日に改編されたが、2018年4月2日に、県が設置して社会福祉法人が施設を運営する公設民営方式の医療型障害児入所施設「カリヨンの杜」（北緯35度58分7.7秒 東経139度39分16.1秒 / 北緯35.968806度 東経139.654472度）が開設されたことに伴い、同年3月31日に閉院し、センターの医師や看護師を「カリヨンの杜」に派遣して支援することとなった。なお、旧センターの建物は「カリヨンの杜」に転用された物を除いて、全て解体された。更地となった跡地には、埼玉県警察運転免許センターの高齢者講習に特化した施設である岩槻高齢者講習センターが建設される事となり、2024年5月27日に開設した。また、岩槻特別支援学校の校舎跡には新たな特別支援学校である「埼玉県立岩槻はるかぜ特別支援学校」が2023年4月に開校した。

## 沿革
- 1967年（昭和42年）5月 - 埼玉県立小児保健センターを大宮市の埼玉県種鶏場（現・埼玉県農業技術研究センター）跡地に開設。全国で3番目（都道府県立として初）の小児専門医療施設であった。
- 1983年（昭和58年）4月 - 埼玉県立小児医療センターを岩槻市に開設。小児保健センターは「附属大宮小児保健センター」に改編。
- 1998年（平成10年）4月 - 小児医療センター内に「保健発達センター」を設置。これに伴い、附属大宮小児保健センターを移転・統合。保健センター跡地は埼玉県消費生活支援センター大宮分室（主に生活用品をテストする施設）として使用された後、さいたま市大宮盆栽美術館に転用されることになり解体された。
- 2016年（平成28年）12月 - 小児医療センターをさいたま新都心に移転。旧センターは「附属岩槻診療所」に改編。
- 2017年（平成29年）1月 - 小児救命救急センターおよび総合周産期母子医療センター（さいたま赤十字病院と一体運営）の指定を受ける。
- 2018年（平成30年）3月 - 附属岩槻診療所を閉院。旧センターの敷地の一部は、医療型障害児入所施設「カリヨンの杜」となる。
- 2019年（平成31年）1月 - 埼玉県より災害拠点病院の指定を受ける。
- 2021年（令和3年）4月 - 小児医療センターの運営管理権を埼玉県から地方独立行政法人埼玉県立病院機構に移管する。

## 診療科
- 総合診療科
- 未熟児・新生児科
- 代謝・内分泌科
- 腎臓科
- 感染免疫・アレルギー科
- 血液・腫瘍科
- 遺伝科
- 循環器科
- 神経科
- 精神科
- 小児外科
- 心臓血管外科
- 脳神経外科
- 整形外科
- 脳神経外科
- 整形外科・リハビリテーション科
- 形成外科
- 泌尿器科
- 耳鼻咽喉科
- 眼科
- 麻酔科
- 皮膚科
- 歯科
- 病理科
- 放射線科

## 医療機関の指定など
- 保険医療機関
- 指定自立支援医療機関（更生医療・育成医療・精神通院医療）
- 身体障害者福祉法指定医の配置されている医療機関
- 生活保護法指定医療機関
- 医療保護施設
- 指定養育医療機関
- 地域医療支援病院
- 臨床研修指定病院
- 特定疾患治療研究事業委託医療機関
- 指定療育機関
- 小児慢性特定疾患治療研究事業委託医療機関
- 小児救命救急センター
- 総合周産期母子医療センター(さいたま赤十字病院と一体運営)
- 災害拠点病院

## 交通アクセス
- さいたま新都心駅西口より徒歩約5分
- 北与野駅から徒歩約6分